# Franck Tahman Zan
Franck Ulrick Tahman Zan (4 de febrero de 1999) es un deportista camerunés que compite en judo. Ganó una medalla de bronce en los Juegos Panafricanos de 2023 y una medalla de plata en el Campeonato Africano de Judo de 2024.

## Palmarés internacional
| Juegos Panafricanos | Juegos Panafricanos | Juegos Panafricanos | Juegos Panafricanos |
| Año                 | Lugar               | Medalla             | Categoría           |
| ------------------- | ------------------- | ------------------- | ------------------- |
| 2023                | Acra (Ghana)        | Medalla de bronce   | Equipo mixto        |
| Campeonato Africano |                     |                     |                     |
| Año                 | Lugar               | Medalla             | Categoría           |
| 2024                | El Cairo (Egipto)   | Medalla de plata    | –100 kg             |